# Jan Kowol
Jan Sylwester Kowol (ur. 1949) – polski samorządowiec, od 1998 do 2002 prezydent Knurowa.

## Życiorys
Posiada wykształcenie wyższe. Po raz pierwszy wybrany do Rady Miasta Knurowa w 1998 roku. W tym samym roku wybrany prezydentem miasta, pełnił funkcję przez pełną kadencję. W latach 1998–2002 zasiadał też w Zgromadzeniu Komunikacyjnego Związku Komunalnego Górnośląskiego Okręgu Przemysłowego.
W bezpośrednich wyborach samorządowych ubiegał się o reelekcję z poparciem Sojuszu Lewicy Demokratycznej i Unii Pracy. W pierwszej turze zdobył 31,99% poparcia, co dało mu drugie miejsce i wstęp do drugiej tury. W niej jednak zdobył 41,34% głosów, przegrywając z Adamem Ramsem. Z powodzeniem kandydował natomiast do Rady Powiatu Gliwickiego z listy SLD-UP.
W wyborach parlamentarnych w 2005 roku bezskutecznie kandydował do Sejmu z 3. miejsca listy Polskiego Stronnictwa Ludowego w okręgu wyborczym nr 29 (Gliwice). Otrzymał 640 głosów.
W 2006 wystartował po raz kolejny w wyborach na prezydenta Knurowa z ramienia KWW „Prawo Rodzina Praca”, uzyskując 11,6% poparcia, co dało mu drugi rezultat, lecz ubiegający się o reelekcję Rams wygrał już w pierwszej turze. W tych wyborach również bezskutecznie ubiegał się o mandat w knurowskiej radzie miejskiej. Cztery lata później nie wystartował w wyborach samorządowych.